# Sesto
Sexten (olaszul: Sesto) település (comune) az észak-olaszországi Dolomitokban, Dél-Tirol (Trentino-Alto Adige) autonóm régióban, Bolzano megyében, a Sexteni-Dolomitok (Dolomiti di Sesto) és a Karni-Alpok között húzódó Sexteni-völgyben, az SS 52 sz. főútvonal mentén. Főhelye Sexten község, amelyet védőszentjéről St. Veit-nek is neveznek, legnagyobb részközsége Moos, a Fischlein-völgy bejáratában. Az első világháborúban súlyos károkat szenvedett. Idegenforgalma jelentős, télisport- és hegymászóközpont.

## Fekvése
Sexten a Sexteni-völgy központi települése, kb. 1300 tszf. méter magasan fekszik. Ez a völgy a Puster-völgy mellékvölgye. A völgy délkeleten a Kreuzberg-hágóból indul, és Innichen településnél torkollik a Puster-völgybe, a völgyben futó Sexteni-patak ugyanitt torkollik a Dráva folyóba. Sexten és Moos között az 1950-es évektől egy újabb résztelepülés, Waldheim fejlődött ki. Sexten a Pustertali járáshoz (comprensorio/Bezirksgemeinschaft) tartozik. Lakosainak száma 1937 fő, 95,37%-a német, 4,36%-a olasz, 0,27% ladin anyanyelvű.
A Sexteni-völgyet északkeletről a Karni-Alpok szegélyezi, ennek gerince a jelenlegi osztrák–olasz államhatár. A lánc legnyugatibb csúcsa a 2434 m magas Helm (Monte Elmo), Sextentől keleti irányban. A völgy délnyugati oldalát a Sexteni-Dolomitok vonulata határolja. Itt van a „sexteni napóra”, egy 5 hegycsúcsból álló együttes, amely fölött a nap állása mutatja az időt (Sextenből nézve). Sexten környékén két nagyobb oldalvölgy nyílik délfelé. Innichen és Sexten között félútról ágazik ki az Innerfeld-völgy (területe Innichenhez tartozik). Sextentől 3 km-re délkeletre, Moos településnél nyílik dél felé a Fischlein-völgy, ahonnan a Drei Zinnen katlanába vagy a Kreuzberg-hágót uraló 3046 méteres Monte Popera vasalt hegymászó útjaira juthatunk. (Itt halad az 5. sz. Dolomiti magashegyi túraút (Höhenweg / alta via).
Sexten az SS52-es főút mentén fekszik, amely a Puster-völgyi Innichentől a Kreuzberg-hágón át a Venetói Comelico-völgybe, majd a Piave völgyébe (majd Velence felé) vezet.
A Sextennel szomszédos községek: Északnyugaton Sexten a puster-völgyi Innichen községgel határos, északon közvetlenül az ausztriai Kelet-Tirollal, a puster-völgyi Sillian és a gail-völgyi Kartitsch községekkel, a Karni-Alpok gerincén keresztül. Keleten a Kreuzberg-hágónál kezdődik Veneto régió, Belluno megye, közelebbről Comelico Superiore község. Dél és délnyugat felé a Natúrpark Drei Zinnen és a Sexteni Dolomitok hegyláncai határolják a község területét, itt van Sexten község területén a legmagasabb hegycsúcs, a 3145 m magas Dreischusterspitze (Cima dei Tre Scarperi). A Drei-Zinnen platóján túl délre kezdődik Auronzo di Cadore község területe (szintén Belluno megyében). Nyugat felé, a Drei Zinnen platóján halad keresztül Toblach község határa, innen a Höhlenstein-völgybe juthatunk, amelyben az SS48 számú főút halad Toblachból Cortina d’Ampezzo felé.
 Sexten nevezetessége a „napóra” (Sextener Sonnenuhr). A községtől dél-délkeletre emelkedő háromezres dolomit-csúcsok közül öt – Sextenből nézve – egy sort alkot, és a keletről dél felé haladó nap az adott hegy fölé érve megmutatja a pontos időt (órát). A napórát alkotó csúcsok: a Neunerkofel („kilences”), a 2965 m magas Sextener Rotwand, amelyet Zehnernek („tízesnek”) is hívnák, a 3092 m magas Elferkofel („tizenegyes”), a Zwölferkofel, végül az Einserkofel („egyes”). (A 3094 m magas Zwölferkofel, a „tizenkettes” a Fischlein-völgy déli végében emelkedik, a hegymászók paradicsomának, a Drei Zinnen körüli plató peremén).

## Nevének eredete
965-ben I. Ottó német-római császár az innicheni bencés kolostornak adományozta a sexteni-völgy faluközösségét (Talschaft), amelyet eebben az időben Sexta néven említettek. A középkorban ezt a nevet a Valle Sexta elnevezés váltotta fel. A „Sexten” szó eredetéről több elmélet létezik, nincs egyértelmű meghatározás. Hivatalos olasz nevét (Sesto) 1916-ban találta ki Ettore Tolomei olasz politikus, aki a háborús célként kitűzött Dél-Tirol összes helységéhez és földrajzi fogalmához olasz neveket költött (Prontuario dei nomi locali dell’Alto Adige).

## Történelme

### Az ókortól az újkorig
A Kreuzberg-hágó ősidők óta természetes átkelő volt a Sexteni-völgy és a Comelico-völgy között. Az i. sz. 1 század óta erre vezetett a rómaiak egyik fontos kereskedelmi és hadi útja, az Augsburgba (Augusta Vindelicorum) vivő második Via Claudia Augusta. A korai középkorban az út jelentősége nem csökkent, a hágó csak a 18. század végén vesztett jelentőségéből, amikor a nehéz teherszállító szekerek számára alkalmatlan Kreuzberg-hágóról elterelődött az áruszállítás. 1814-ig a Sexten-völgy határterület volt, a Kreuzberg-hágó a Habsburg Birodalom és a Velencei Köztársaság történelmi államhatárán feküdt. 1814-ben Veneto a Habsburg Birodalommal perszonálunióban álló Lombard–Velencei Királysághoz került, a Kreuzberg-hágó tartományi határrá vált (Tirol–Veneto). 1866-ban a porosz–osztrák háború nyomán Ausztria elvesztette Venetót, a Kreuzberg-hágó az Osztrák–Magyar Monarchia és az Olasz Királyság államhatárára került.

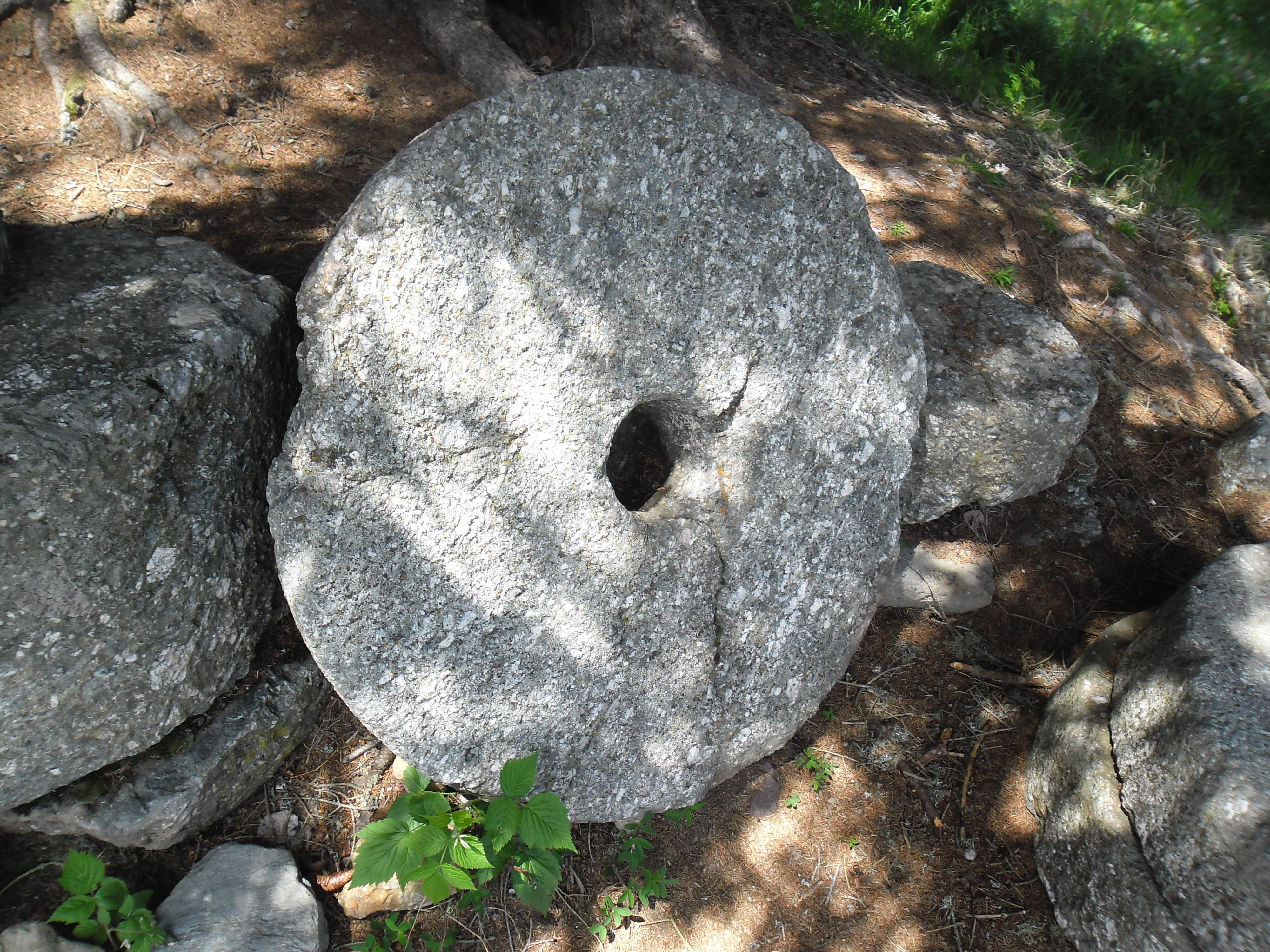
Sexteni malomkő

### 18–19. század
Sexten lakosságának egy része a 17. században hagyományos kalapkészítéssel foglalkozott, kalapos céhbe tömörültek. A posztókészítéshez vízi erővel mozgatott gépeket használtak. Az iparág a 20. századra kihalt. A 17. századi anyakönyvekben (az apa foglalkozásaként) kőfaragók is szerepelnek. Malomköveket gyártottak itt, ezt az ipart egész éven át lehetett gyakorolni. A kőfaragók védőszentje Szent Katalin és Szent Flórián volt. Az itt gyártott malomkövekre jó kereslet volt Salzburg, Karintia tartományokban és Velencében is. A szükséges követ Sexten és Innichen között a hegyoldalban fejtették. 1868-ban hivatalosan mintegy 300 db malomkövet szállítottak Sextenen kívüli vevőknek. 1908-ban már csak még négy kőfaragó iparos dolgozott Sextenben, a második világháború után az iparág kihalt.

### Első világháború
Az első világháború során Olaszország hadba lépésétől, 1915 májusától a caporettói áttörésig, 1917 november elejéig Sexten és környéke közvetlenül a frontvonalon feküdt. A Kreuzberg-hágóban tomboló hegyi harcok miatt a völgy lakosságát hatósági kényszerrel elköltöztették. A sexteni Mitterberg erőd és a moosi Heideck erőd az olasz tüzérség kiemelt célpontja volt. 1915. augusztus 12-én Sexten központját (St. Veit-et), a plébániatemplomot és a helység 23 lakóházát gyújtógránátokkal elpusztították. A heves harcok nyomai a környéken ma megtalálhatók (kráterek, lövészárkok, erődromok, a hegyi sziklafalakba ütött lyukak, a hegyekben állások, bunkerek maradványai. 1917 júniusában a frontvonalat hátrébb szorították, a lakosság visszatérhetett. 1917 november elején a caporettói összeomlás hatására az olaszok visszavonultak a Piave folyóig, további harcokra nem került sor. 1919-ben a saint-germaini békeszerződés értelmében Sextent (egész Dél-Tirollal együtt) Olaszországhoz csatolták. 1933 után az olasz fasiszta kormány, német offenzívától tartva újabb erődöket épített Sexten környékén (a Kreuzberg-hágóban, a Helm csúcsán és másutt), de ezek nem vettek részt harci eseményekben.

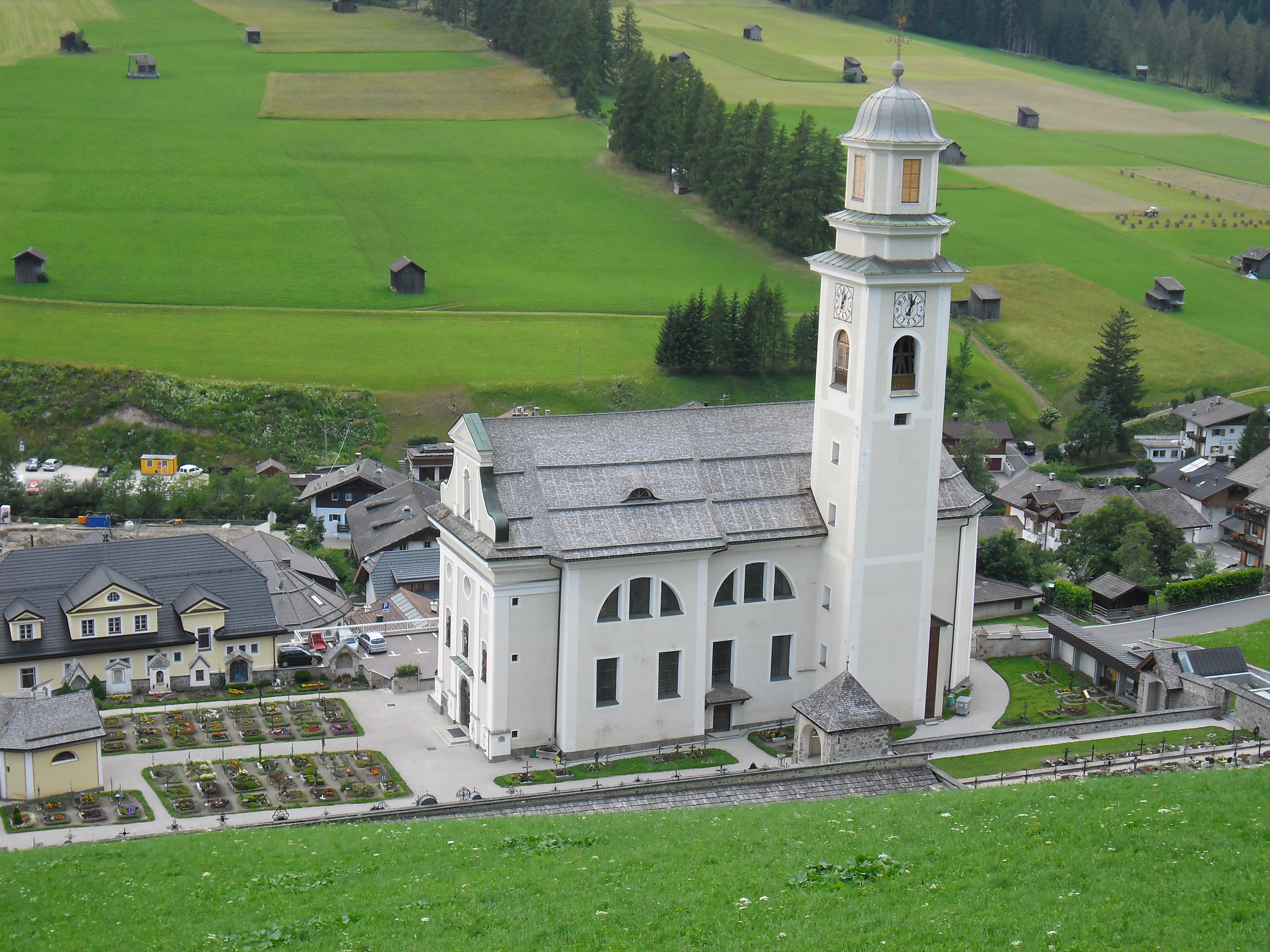
A Szent Péter és Pál-plébániatemplom

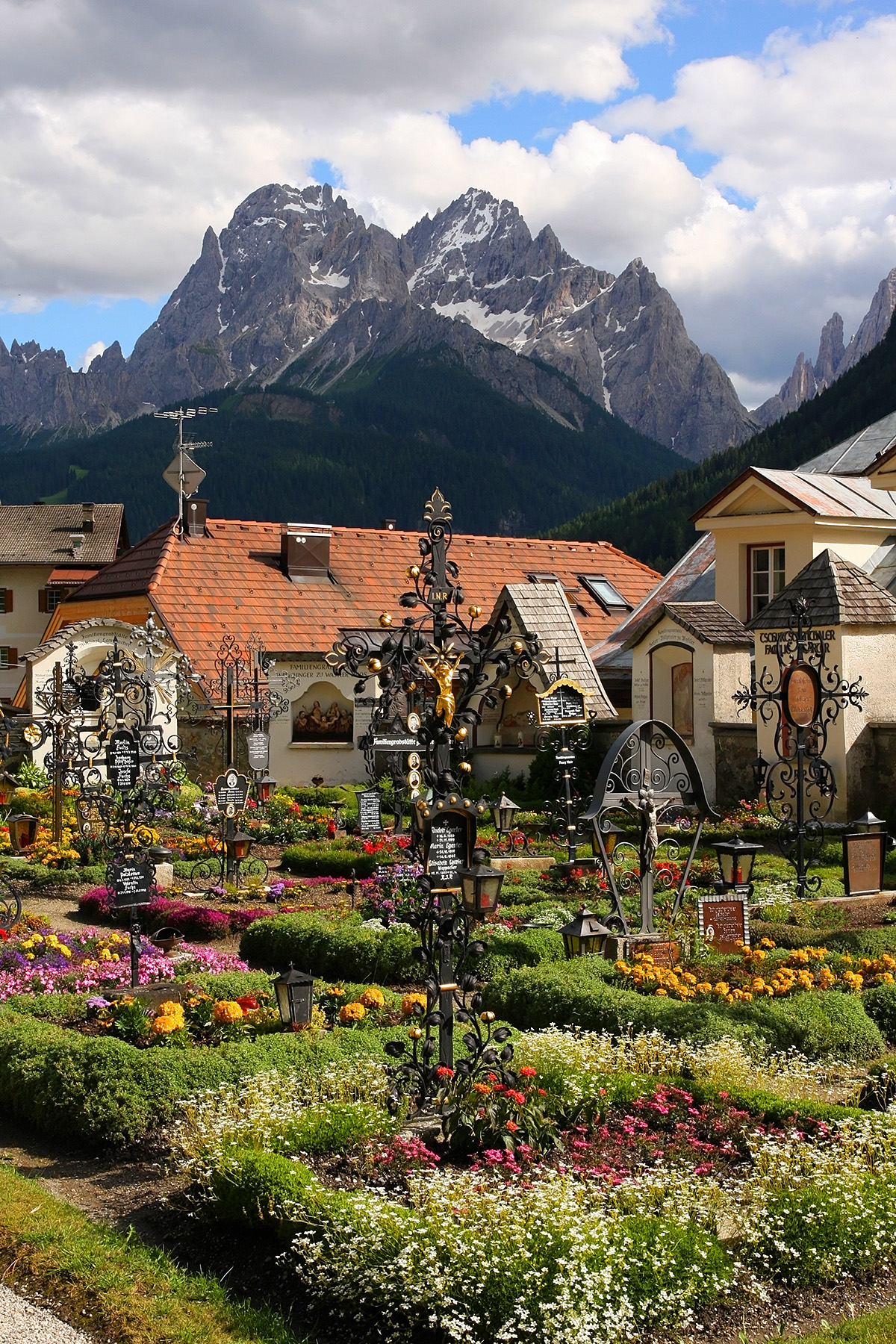
Temető a templomkertben

### Látnivalók
- Szent Péter és Pál-plébániatemplom Sexten központjában, St. Veit-ben, Albert Stolz bozeni festő mennyezetfreskóival. 1915-ben rommá lőtték, használhatatlanná vált, 1915–21 között csak a sexteni erdei kápolnában (Waldkapelle) tudtak misét tartani, a kisszámú iskolás gyermeket egy menedékházban (Spritzenhütte) oktatták. 1921-23 között újjáépítették, tetőszerkezetét teljesen kicserélték. 1921 októberében háromnapos ünnep keretében szentelték fel újra.
- A templomkertben álló temetőkápolnát Albert bátyja, Rudolf Stolz Haláltánc falfestmény-sorozata díszíti.[4] A temető kerengőjét helyi művész faliképei borítják.
- Mitterberg erőd, Sextenben. A 19. század végén épült, az első világháborúban megsérült, de helyreállították, a háború végéig gyalogsági támaszpontként szolgált.
- Rudolf Stolz-múzeum Sexten központjában. Főleg falfestményeinek terveit és vázlatait, továbbá akvarelljeit és grafikáit állították ki itt.[5]
- Szent Bálint-kápolna (Valentinskirchlein) Moosban, a Fischlein-völgy bejáratában. 1820-ban építette Valentin Wassermann.
- Az Außerberg-hegyen kivájt kövek találhatók, ezek a völgy legősibb emberi településének nyomai.

A község 1972-ben visszakapta történelmi címerét, mely kék alapon fehér színben a Drei Zinnen hármas csúcsát ábrázolja, a középső csúcson fekete zergével.
Sexten testvérvárosai St. Veit in Defereggen (Kelet-Tirol, Ausztria) és Zermatt (Wallis kanton, Svájc).

## Alpinizmus

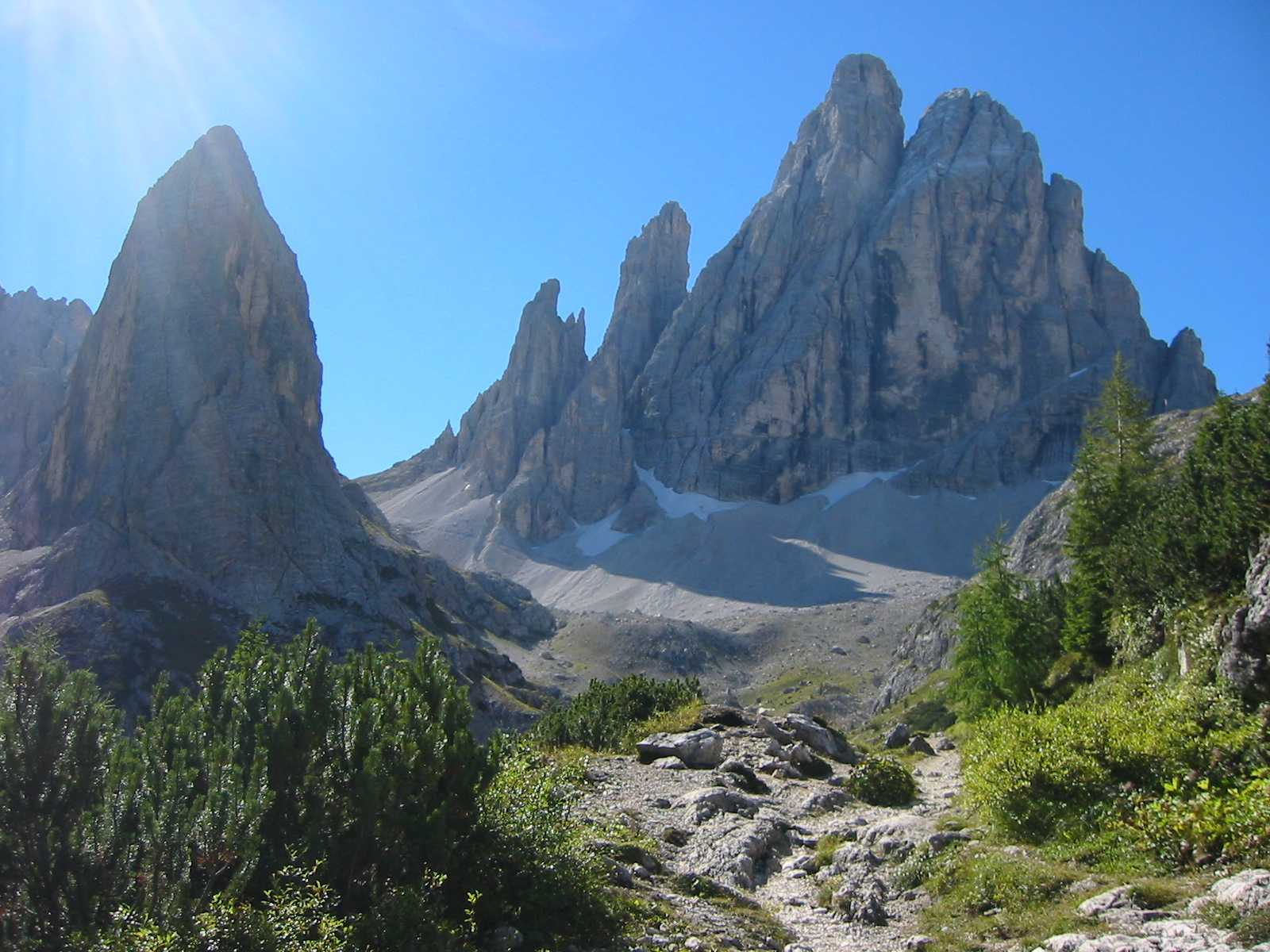
A Fischlein-völgyet záró Hohe Leist (La Lista) és a Zwölferkofl (Croda dei Toni), a sexteni napóra „tizenkettese”.

Sexten község és környéke télen-nyáron népszerű idegenforgalmi és sportközpont. Síközpontok találhatók a Sextentől északkeletre emelkedő Helm lejtően, keleten a Kreuzberg-hágón és délen, a Sextener Rotwand északi lejtőin. A Karni-Alpokban és a Sexteni-Dolomitokban is nagyszámú, különböző nehézségű vasalt mászóút, hegymászó ösvény, túraösvény és sétaút található. Leglátványosabb a Popera-hegy sziklafalába vágott olasz hegyivadász ösvény, a „Strada degli Alpini”, amelyet veszélyes szakaszai miatt csak tapasztalt hegyjáróknak ajánlanak.
A sexteni Dolomit-aréna 16,5 méter magas fedett mászófalat kínál a falmászóknak, egész éven át.
1983-ban Sextenben rendezték az síoktatók Interski nevű kongresszusát.

## A helyiség szülöttei
- Sepp Forcher (1930–2021) osztrák tévémoderátor
- Patrick Holzer (*1970) síversenyző
- Veit Königer (1729–1792) szobrászművész
- Claus Gatterer (1924–1984) történész, újságíró.
- Innen származnak a híres hegymászó és hegyivezető család, az Innerkoflerek (Franz, Johann Jakob, Michel és Sepp), számos környékbeli csúcs első meghódítói. A legismertebb köztük Sepp Innerkofler (1865–1915), aki az első világháború harcaiban osztrák katonaként vezette társait a Drei Zinnen körüli olasz magashegyi állások ellen. A Paternkofel-csúcsért folyó közelharcban esett el.

## Képgaléria

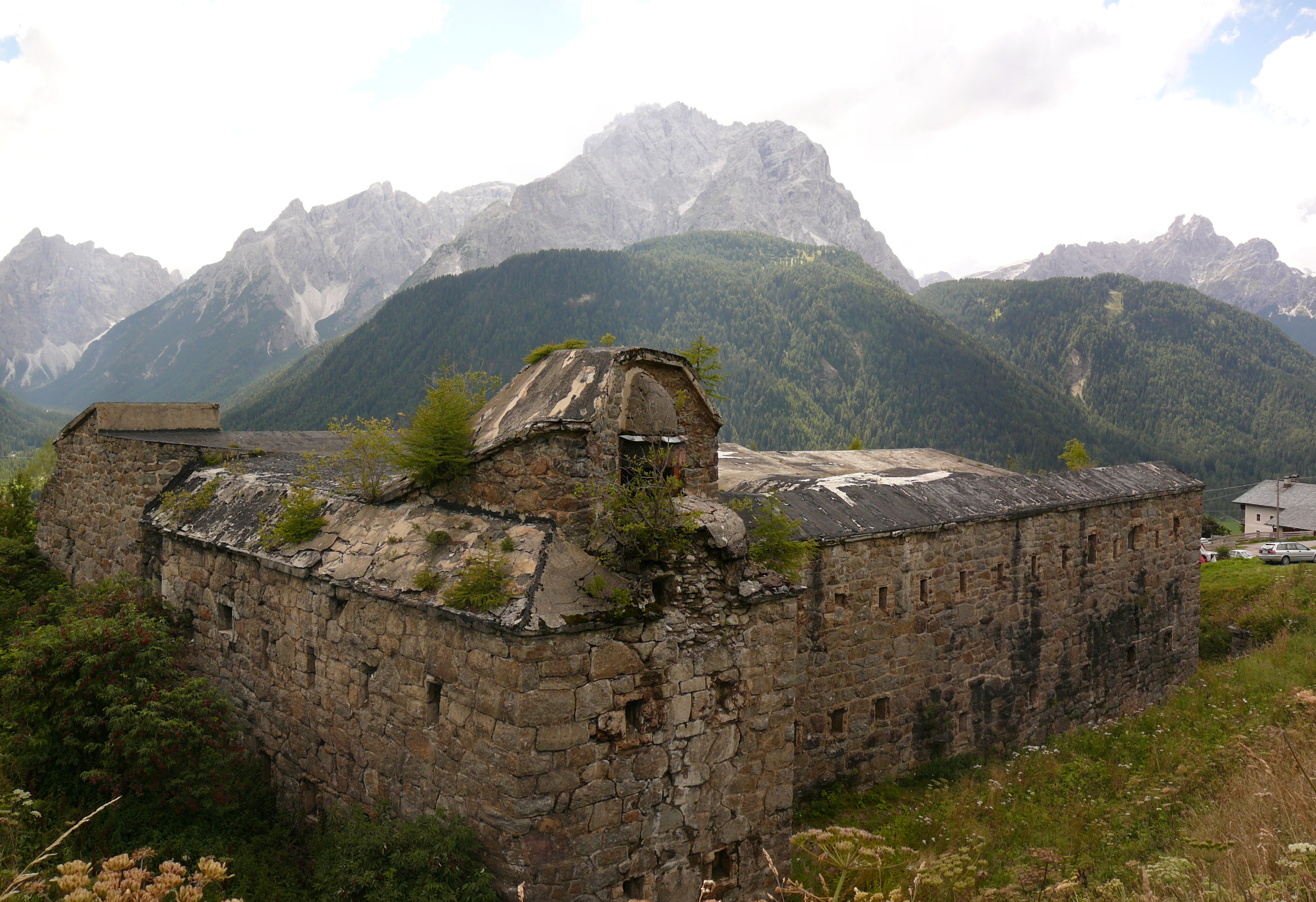
A Mitterberg erőd
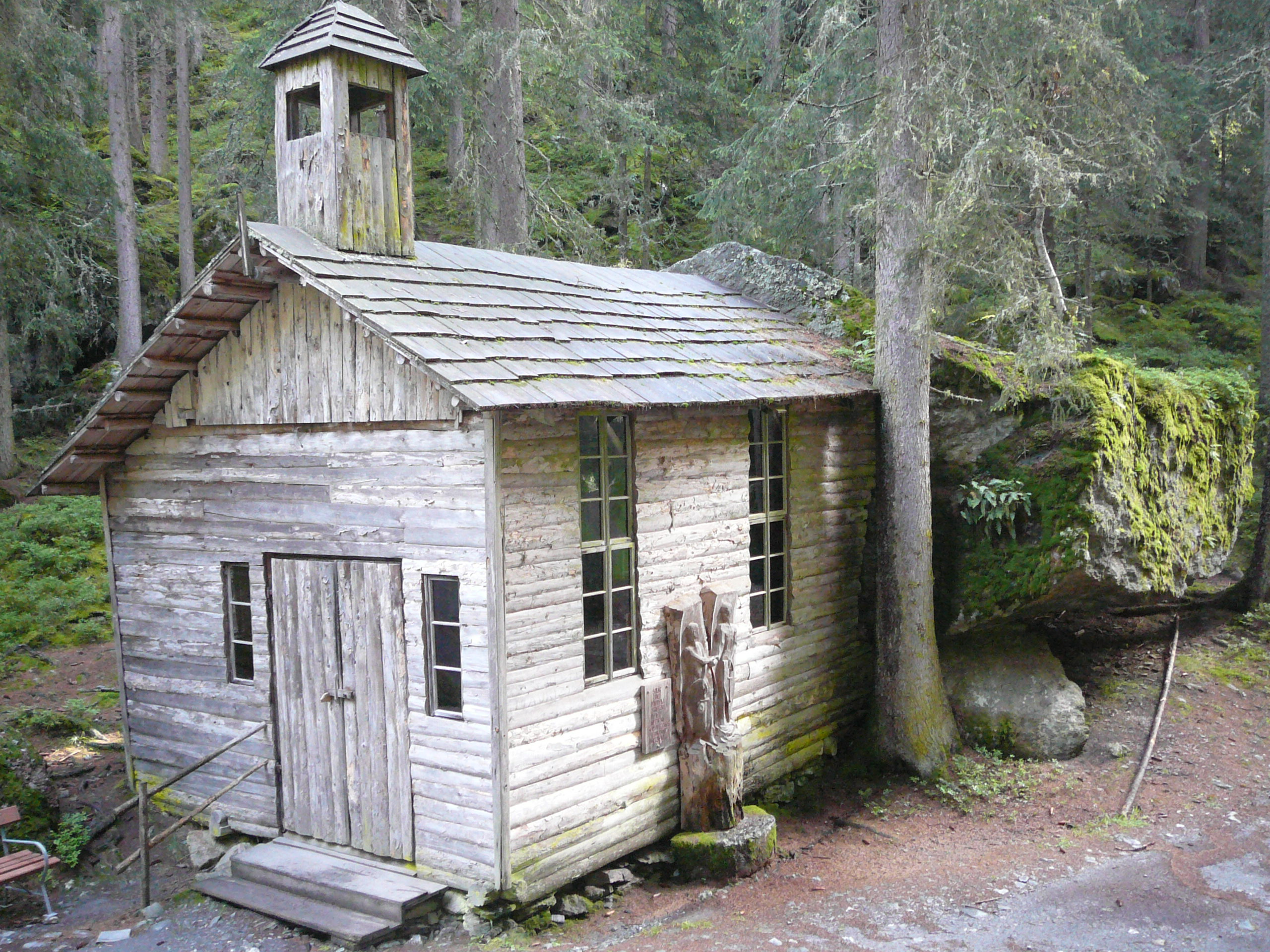
Sexten, az erdei kápolna
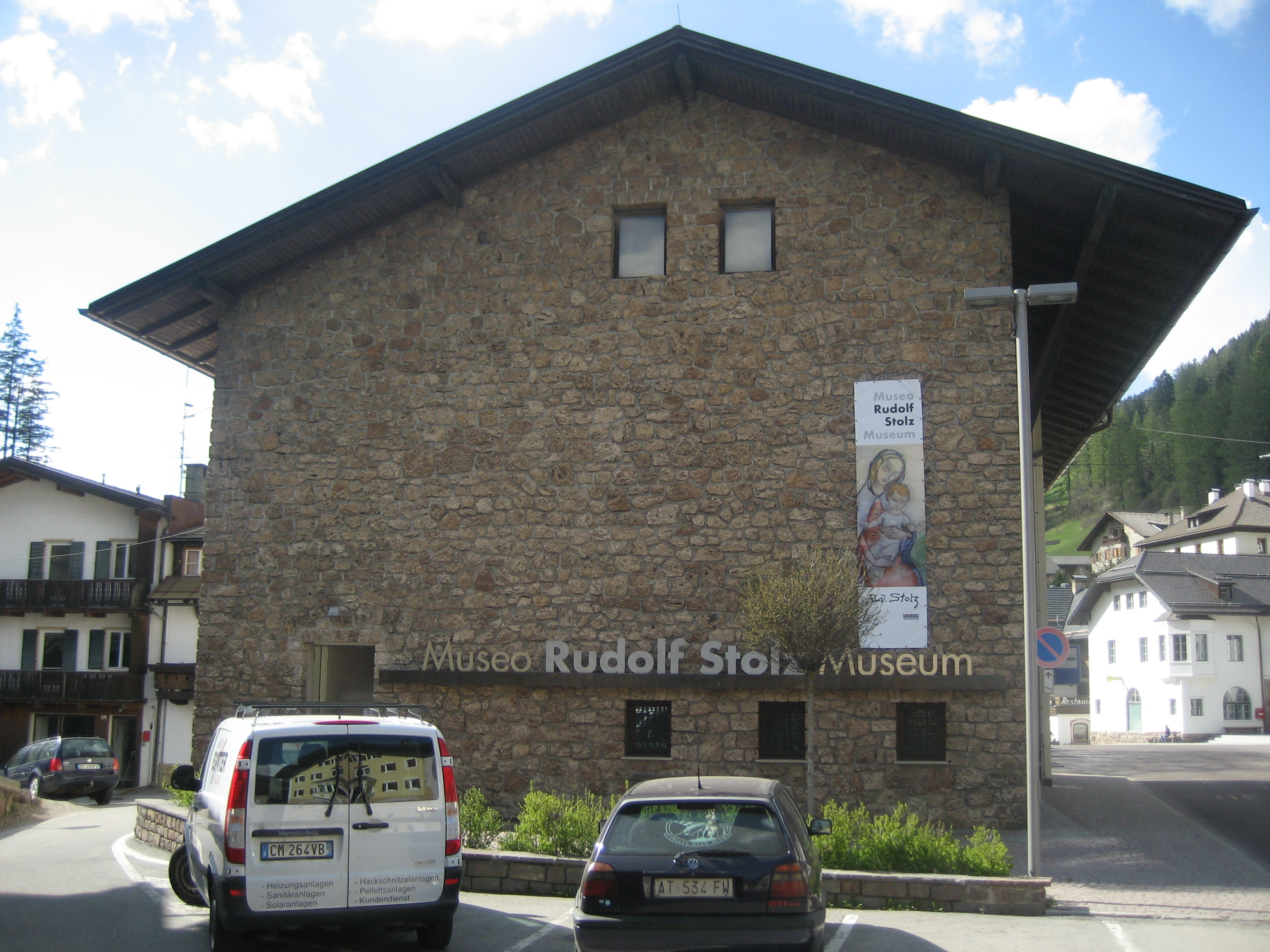
A Robert Stolz-múzeum
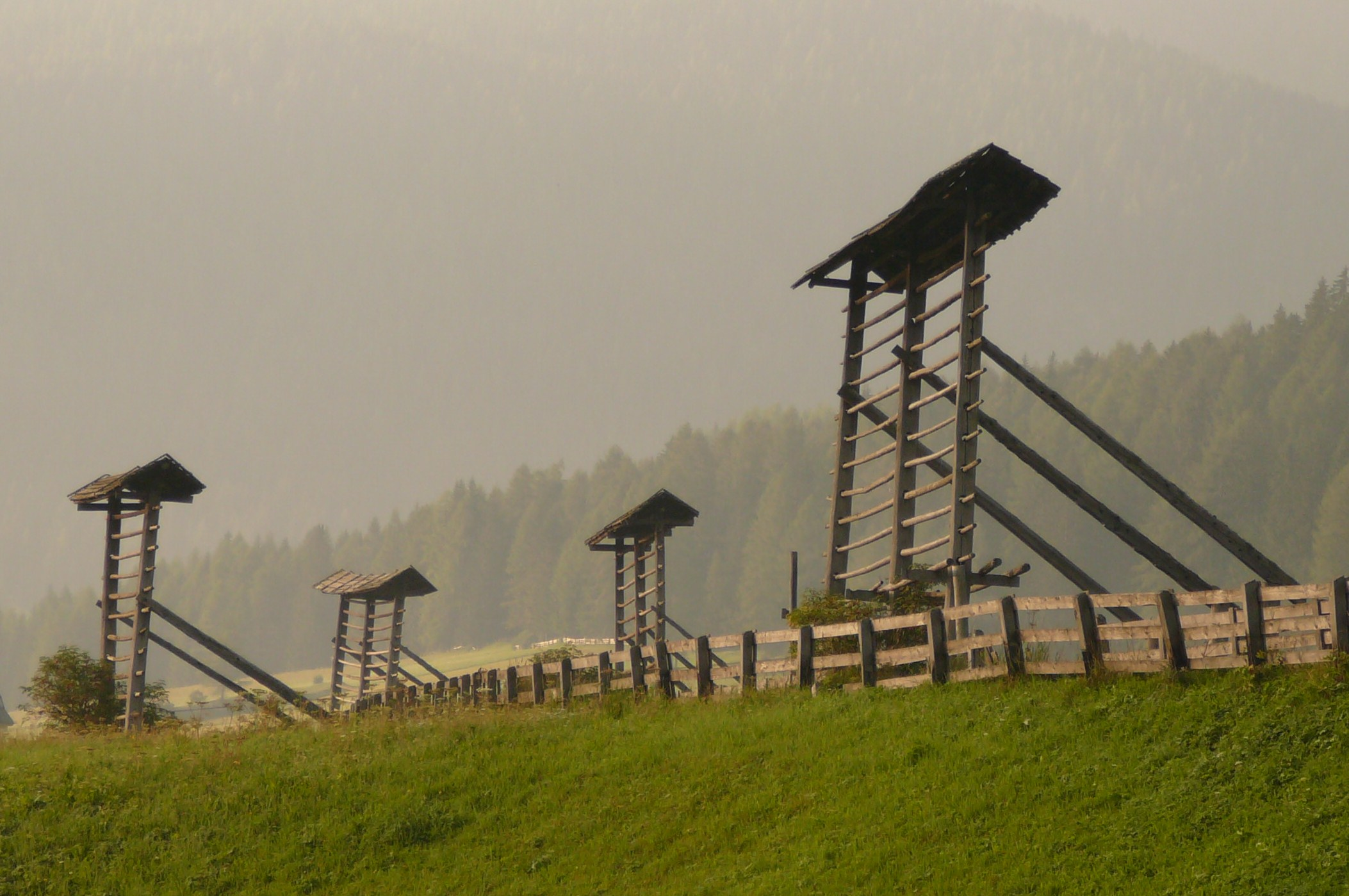
Szénaszárítók a Sexteni-völgyben
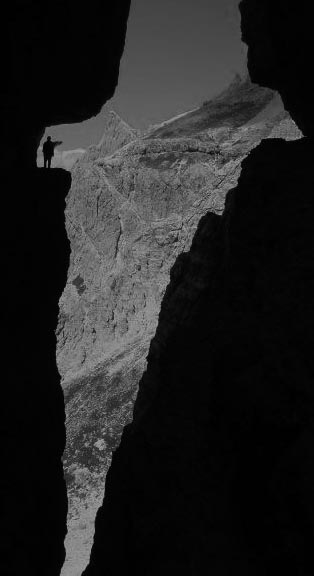
A „Strada degli Alpini” a Popera-hegy oldalában

## Külső hivatkozások
- Sexten község hivatalos honlapja
- A sexteni idegenforgalmi egyesület hivatalos honlapja